# Peter van der Veer
Peter van der Veer (* 1953 in Groningen) ist ein niederländischer Anthropologe. Er war bis 2021 Direktor am Göttinger Max-Planck-Institut zur Erforschung multireligiöser und multiethnischer Gesellschaften und seit Juni 2010 Honorarprofessor für Ethnologie und Kultursoziologie an der Sozialwissenschaftlichen Fakultät der Universität Göttingen.

## Leben und Wirken
Peter van der Veer studierte in Groningen und Utrecht und erwarb 1986 das Doktorat im Fach Anthropologie. In der Folge war er an der Freien Universität Amsterdam, an der Universität Utrecht und an der University of Pennsylvania tätig.
Die Freie Universität Amsterdam berief ihn 1992 zum Professor für Vergleichende Religionswissenschaften und Direktor des „Research Centre Religion and Society“. 
Seit November 2008 nahm Peter van der Veer seine Position am Max-Planck-Institut zur Erforschung multireligiöser und multiethnischer Gesellschaften wahr. Er leitet dort die Abteilung für religiöse Vielfalt. Peter van der Veer arbeitet zu Religion und Nationalismus in Asien und Europa. Er hat eine Monographie über die vergleichende Untersuchung von Religion und Nationalismus in Indien und China fertiggestellt, The Modern Spirit of Asia. The Spiritual and the Secular in China and India (Princeton University Press, 2013). Zu seinen weiteren wichtigen Veröffentlichungen gehören Gods on Earth (LSE Monographs, 1988), Religious Nationalism (University of California Press, 1994) und Imperial Encounters (Princeton University Press, 2001). Er war Herausgeber bzw. Mitherausgeber von Orientalism and Post-Colonial Predicament (University of Pennsylvania Press, 1993), Nation and Migration (University of Pennsylvania Press, 1995), Conversion to Modernities (Routledge, 1997), Nation and Religion (Princeton University Press, 1999), Media, War, and Terrorism(Routledge-Curzon, 2003), Patterns of Middle-Class Consumption in India and China(Sage, 2007). Zuletzt gab er das Handbook of Religion and the Asian City. Aspiration and Urbanization in the Twenty-First Century (University of California Press) heraus. 
Van der Veer ist Mitglied der Beiräte von China in Comparative Perspective, Political Theology und des Journal of Religious and Political Practice. Darüber hinaus gründete er die Zeitschrift Cultural Diversity in China.
Er ediert bei Routledge die Reihe Zones of Religion und ist Mitherausgeber mehrerer wissenschaftlicher Zeitschriften, etwa Eastern Anthropologist, Public Culture, Cultural Dynamics, Ethnos, und MERA-Journal.

## Werke (Auswahl)
- The Value of Comparison. Durham: Duke University Press 2016.
- The Modern Spirit of Asia: The Secular and the Spiriual in India and China, Princeton: Princeton University Press (also Chinese translation forthcoming 2014).
- Religious Networks in Asia and Beyond. Book Issue Encounters.London: I.B. Tauris and New York: MacMillan 2011.
- Patterns of Middle Class Consumption in India and China (with Christophe Jaffrelot). New Delhi: Sage 2008.
- Media, War and Terrorism: Responses from the Middle East and Asia (with Shoma Munshi). London and New York: Routledge, 2004.
- Islam en het "beschaafde" Westen. Amsterdam, Netherlands: Meulenhoff, 2002.
- Imperial Encounters: Religion and Modernity in India and Britain. Princeton, NJ: Princeton University Press, 2001.
- Nation and Religion: Perspectives on Europe and Asia (with Hartmut Lehmann). Princeton University Press, 1999.
- Conversion to Modernities. The Globalization of Christianity. New York: Routledge 1996.
- Nation and Migration: The Politics of Space in the South Asian Diaspora, 1995.
- Religious Nationalism: Hindus and Muslims in India. University of California Press, 1994.
- (hg. mit Carol Breckenridge) Orientalism and the Post-Colonial Predicament. Perspectives on Orientalism and South Asia. Philadelphia: University of Pennsylvania Press 1993.
- Gods on Earth: Religious Experience and Identity in Ayodhya. Oxford University Press, 1989

## Video
- Video zu Peter van der Veers Forschung (Latest Thinking)

| Personendaten    | Personendaten                 |
| ---------------- | ----------------------------- |
| NAME             | Veer, Peter van der           |
| KURZBESCHREIBUNG | niederländischer Anthropologe |
| GEBURTSDATUM     | 1953                          |
| GEBURTSORT       | Groningen                     |